# UCI Nations Cup U23 / 2015
De UCI Nations Cup U23 / 2015 is de negende editie van de UCI Nations Cup U23. Deze competitie van wielerwedstrijden voor landenteams wordt jaarlijks door de UCI georganiseerd voor wegwielrenners van 19 tot en met 22 jaar. Per wedstrijd worden punten verdiend door de hoogst geëindigde renner per land, die resulteren in een eindrangschikking per land. De competitie bestaat in 2015 uit zes wedstrijden en de continentale kampioenschappen.

## Wedstrijden
| Code   | Datum          | Naam wedstrijd               | Winnaar              |
| ------ | -------------- | ---------------------------- | -------------------- |
| 1.Ncup | 11 april       | Ronde van Vlaanderen U23     | Alexander Edmondson  |
| 1.Ncup | 15 april       | La Côte Picarde              | Simone Consonni      |
| 1.Ncup | 17-18 april    | ZLM Tour                     | Søren Kragh Andersen |
| 1.Ncup | 26 juli        | Coppa dei Laghi-Trofeo Almar | Gianni Moscon        |
| 2.Ncup | 29-31 mei      | Vredeskoers U23              | Gregor Mühlberger    |
| 2.Ncup | 22-29 augustus | Ronde van de Toekomst        | Marc Soler           |

## Eindstand
| Plaats | Land       | Punten |
| ------ | ---------- | ------ |
| 1      | Italië     | 103    |
| 2      | Noorwegen  | 81     |
| 3      | Denemarken | 79     |
| 4      | Rusland    | 75     |
| 5      | Frankrijk  | 73     |
| 6      | België     | 72     |
| 7      | Duitsland  | 52     |
| 8      | Australië  | 47     |
| 9      | Oostenrijk | 45     |
| 10     | Nederland  | 44     |

2007 · 
2008 · 
2009 · 
2010 · 
2011 · 
2012 · 
2013 · 
2014 · 
2015 · 
2016 · 
2017 · 
2018 · 
2019 · 
2020